# Stolní tenis na Letních olympijských hrách 2000
Soutěže ve stolním tenise na Letních olympijských hrách 2000 se konaly v Sydney.

## Přehled medailí
| Pořadí | Země        | Zlato | Stříbro | Bronz | Celkově |
| ------ | ----------- | ----- | ------- | ----- | ------- |
| 1.     | Čína        | 4     | 3       | 1     | 8       |
| 2.     | Švédsko     | 0     | 1       | 0     | 1       |
| 3.     | Tchaj-wan   | 0     | 0       | 1     | 1       |
| 3.     | Francie     | 0     | 0       | 1     | 1       |
| 3.     | Jižní Korea | 0     | 0       | 1     | 1       |
| Celkem | Celkem      | 4     | 4       | 4     | 12      |

## Medailisté
| Soutěž       | Zlato                                  | Stříbro                                           | Bronz                                                  |
| ------------ | -------------------------------------- | ------------------------------------------------- | ------------------------------------------------------ |
| Dvouhra muži | Kchung Ling-chuej · Čína (CHN)         | Jan-Ove Waldner · Švédsko (SWE)                   | Liou Kuo-liang · Čína (CHN)                            |
| Čtyřhra muži | Wang Li-čchin · a Yan Sen · Čína (CHN) | Liou Kuo-liang · a Kchung Ling-chuej · Čína (CHN) | Jean-Philippe Gatien · a Patrick Chila · Francie (FRA) |
| Dvouhra žen  | Wang Nan · Čína (CHN)                  | Li Ju · Čína (CHN)                                | Chen Jing · Tchaj-wan (TPE)                            |
| Čtyřhra žen  | Li Ju · a Wang Nan · Čína (CHN)        | Sun Jin · a Yang Ying · Čína (CHN)                | Kim Moo-Kyo · a Ryu Ji-Hae · Jižní Korea (KOR)         |